# Şadiye Sultan
Şadiye Sultan (turco ottomano شادیه سلطان, lett. "benedetta" o "destinata alla felicità/successo"; Istanbul, 30 novembre 1886 – Cihangir, 20 novembre 1977) è stata una principessa ottomana, figlia del sultano Abdülhamid II e della consorte Emsalinur Kadın.

## Infanzia e educazione

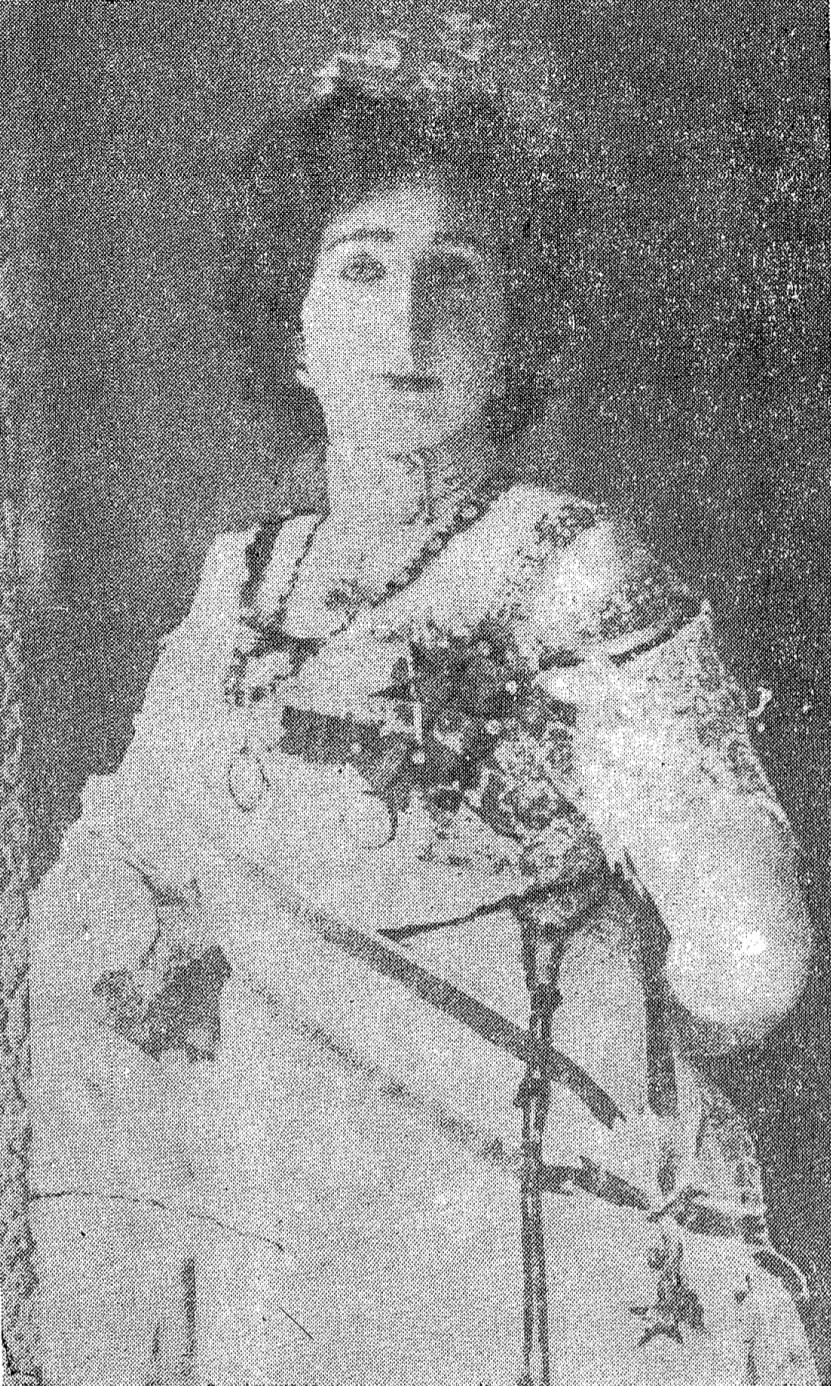

Şadiye Sultan nacque il 30 novembre 1886 a Istanbul, nel Palazzo di Yıldız. Suo padre era il sultano ottomano Abdülhamid II, e sua madre la consorte Emsalinur Kadın. Era l'unica figlia di sua madre.
Venne educata in una stanza riservata nella Cancelleria Minore del Palazzo di Yıldız, insieme alla sorellastra minore Ayşe Sultan. I loro istruttori erano il segretario privato Hasib Efendi e il segretario privato di cifratura Kamil Efendi. Hasib Efendi dava lezioni di Corano, Arabo e Lingua persiana, mentre Kamil Efendi insegnava a leggere e scrivere in turco, la grammatica ottomana, aritmetica, storia e geografia.

## Fidanzamento
Il 31 marzo 1909, Abdülhamid la promise in sposa ad Ali Namık Bey, figlio del Gran Visir Küçük Mehmed Said Pasha. Nello stesso anno, Abdülhamid fu deposto ed esiliato a Salonicco. Şadiye lo seguì e, tornata a Istanbul nel 1910, annullò il fidanzamento, non avendo gradito l'atteggiamento del futuro suocero durante gli eventi che portarono alla deposizione. Ismail Enver chiese la sua mano in matrimonio, ma rifiutò questa proposta, perché anche lui era coinvolto nella deposizione di suo padre. Espresse l'intenzione di sposare il figlio di Zülüflü Ismail Pasha, che trovava affascinante e che era di origini adatte, tuttavia, il governo si oppose all'unione.

## Primo matrimonio

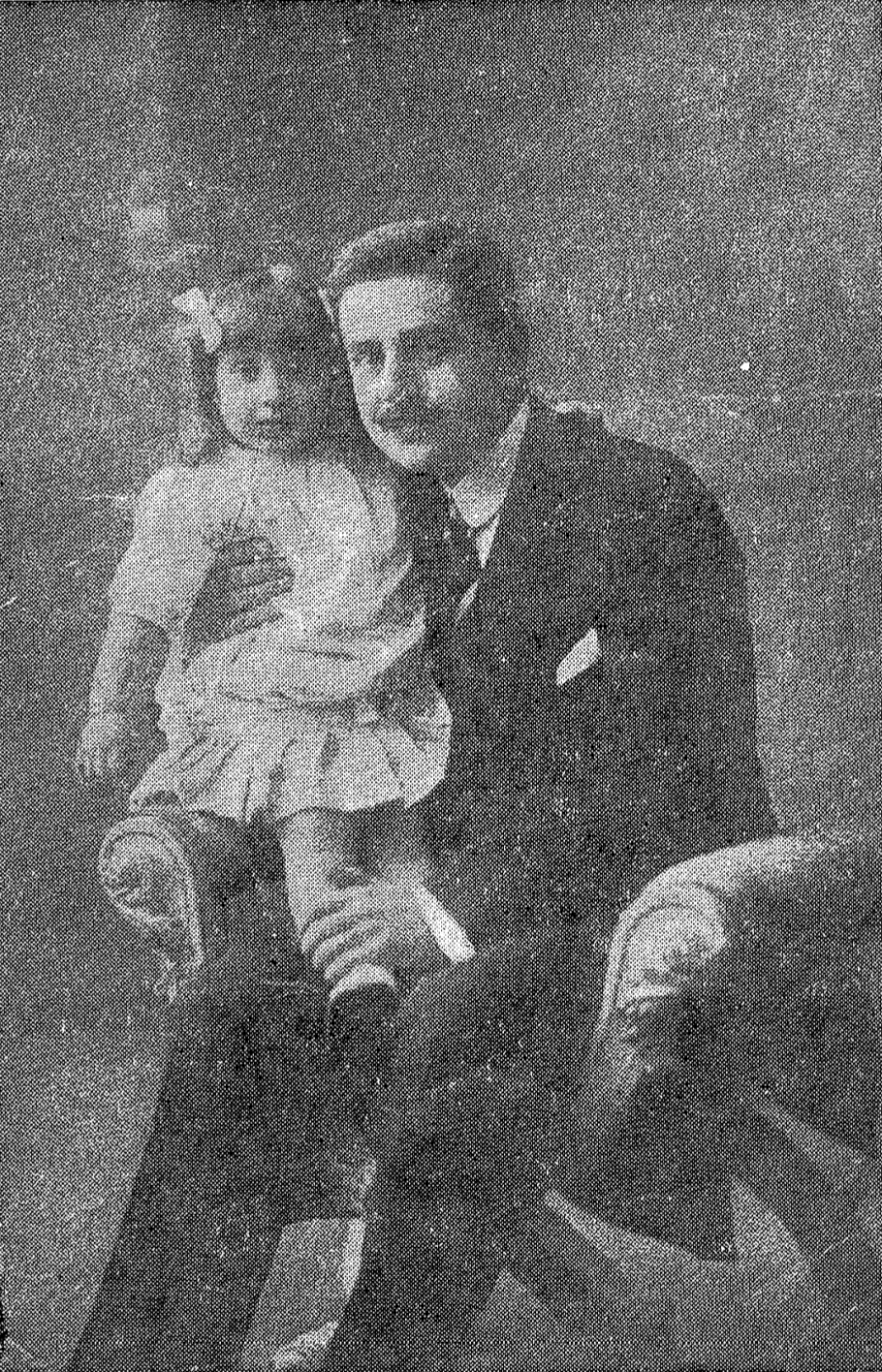
Il marito di Şadiye Sultan Fahir Bey e la loro figlia Samiye Hanımsultan

Şadiye fu invine proposta a Fahir Bey, figlio di Mustafa Fazıl Bey, e nipote di Galib Pasha, il ministro più longevo di fondazioni pie, molto rinomato per la sua rettitudine ed integrità. Fahir era un uomo attraente, bonario e colto e Şadiye accettò l'unione. Il matrimonio ebbe luogo il 2 dicembre 1910 nel palazzo di Nişantaşı. La coppia ebbe una figlia, Samiye Hanımsultan, nata nel 1918. Divenne vedova alla morte di Fahir il 27 settembre 1922.

## Filantropia
Nel 1912, il "Centro per le donne Hilal-i Ahmer" fu organizzato all'interno dell' "Associazione ottomana Hilal-i Ahmer", una fondazione stabilita nel 1877 per provvedere a cure mediche a Istanbul e nelle comunità circostanti. Nel maggio del 1915, durante la Campagna di Gallipoli, come membro di questa organizzazione, Şadiye donò due pacchi di sigarette e denaro ad ognuno dei soldati che si trovavano all'ospedale di Şişli.

## Secondo matrimonio

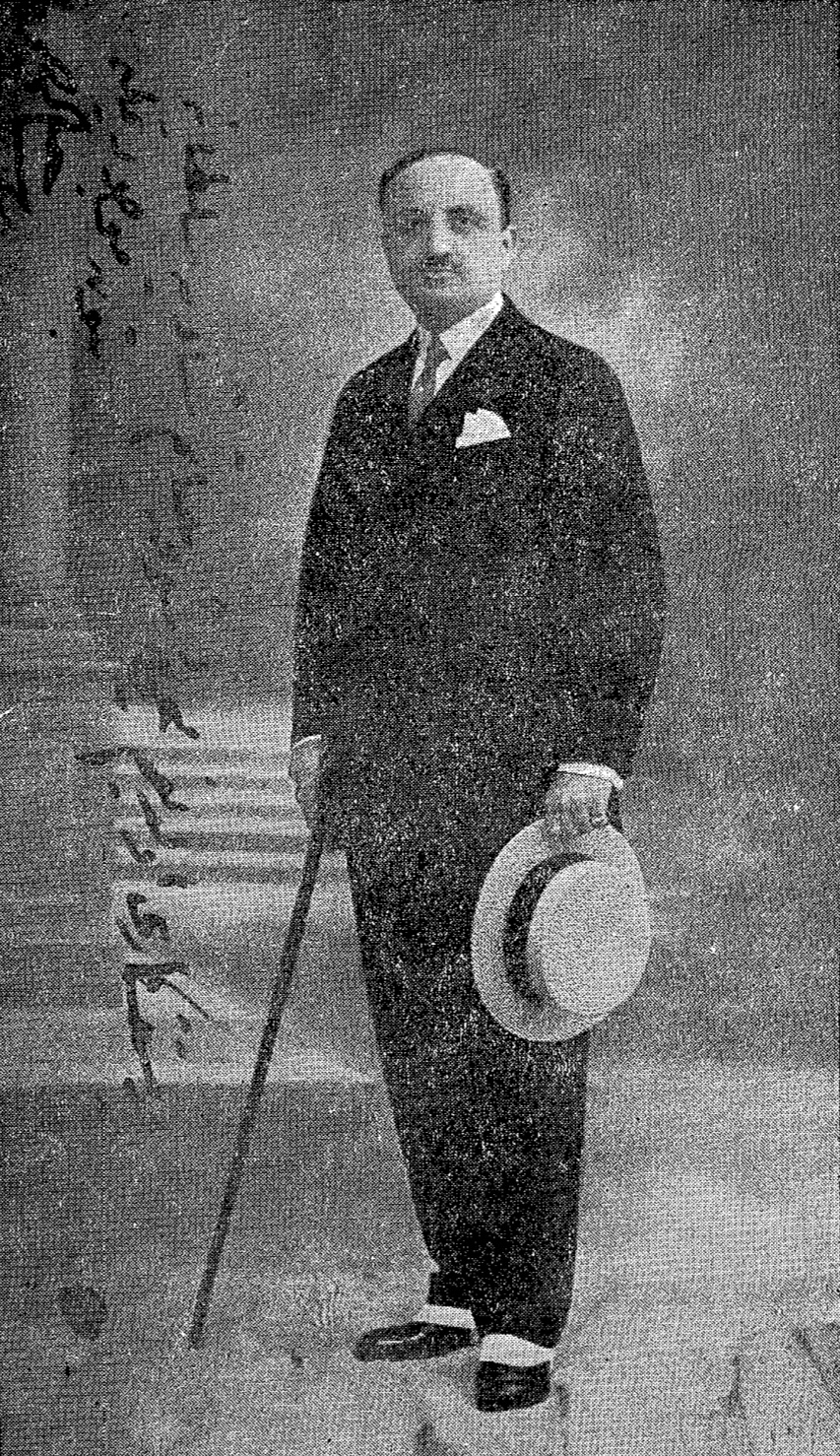
Il secondo marito di Şadiye Sultan, Reşad Halis Bey

Con l'esilio della famiglia imperiale nel marzo del 1924, Şadiye Sultan si trasferì a Parigi con la figlia, dove sposò Reşad Halis Bey il 28 ottobre 1931. Non ebbero figli. Rimase vedova nel 1944. Si trasferì negli Stati Uniti dalla figlia e, dopo la fine della seconda guerra mondiale, viaggiò molto per l'Europa. Alla fine, nel 1953, tornò a Istanbul, dove l'esilio per le principesse era stato revocato l'anno prima.

## Ultimi anni e morte
Dopo la morte di suo marito, Şadiye si trasferì all'Hotel Saint-Honore e prese una stanza adiacente a quella di suo fratello Şehzade Abdurrahim Hayri, fino al suo ritorno a Istanbul nel 1952 dopo la revocazione della legge per le principesse.
Nel 1966, pubblicò le sue memorie con il titolo di Hayatımın acı ve tatlı günleri ("Giorni amari e dolci della mia vita"). Nello stesso anno fece un'intervista riguardo la vita di suo padre, con il giornalista Muzaffer Budak Seyfettinoğlu al giornale Yeni Istikal, che fu pubblicato il 15 giugno 1966.
Morì a Cihangir all'età di novant'anni il 20 novembre 1977. Fu l'ultima figlia sopravvissuta del sultano Abdülhamid II. Col permesso del governo, fu sepolta nella tomba del suo bisnonno, il sultano Mahmud II, a Divanyolu. Sua figlia visse fino al 1992.

## Onori
- Ordine della Casa di Osman[16]
- Ordine di Mejīdiyye[16]
- Şefkat Nişanı[16]
- Medaglia di Liyakat[16]

## Discendenza

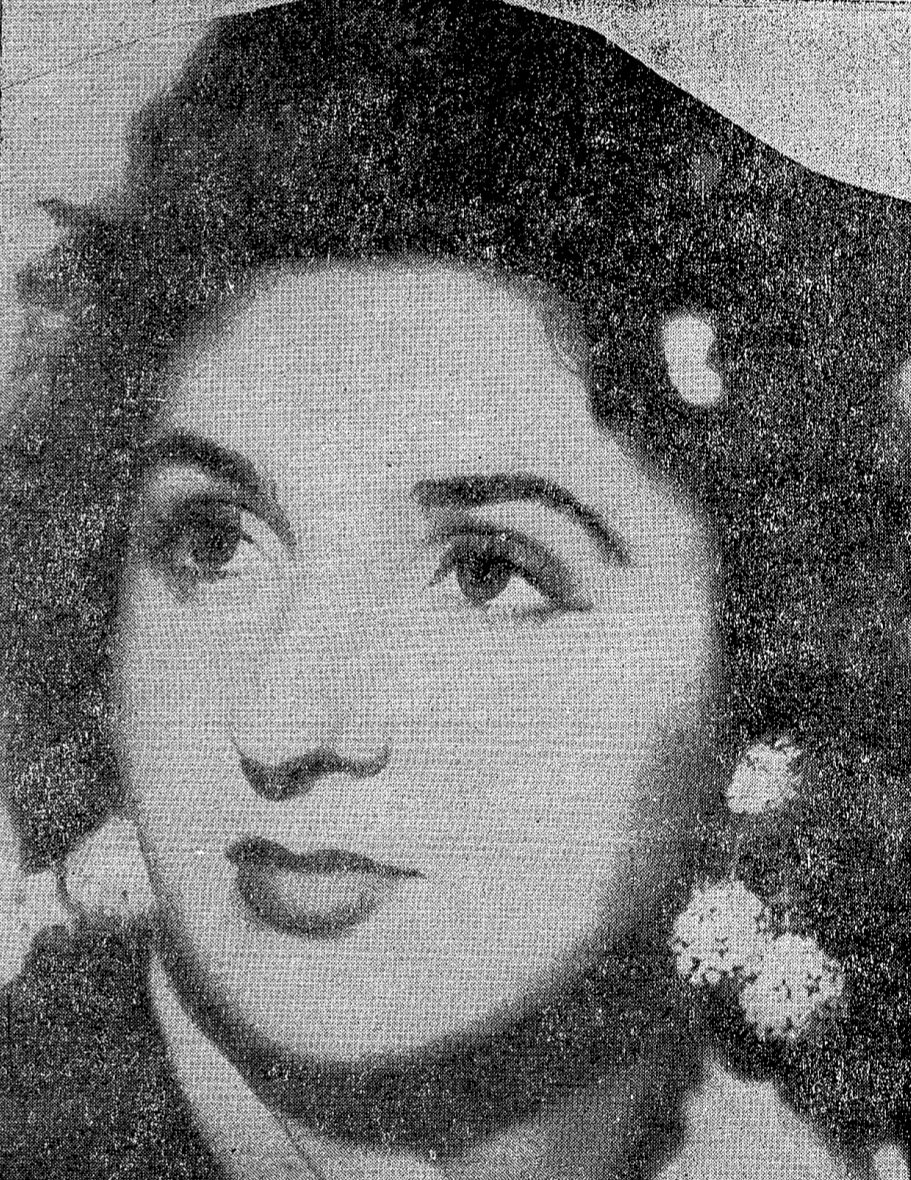
Samiye Hanımsultan

Dal suo primo matrimonio, Şadiye Sultan ebbe una figlia: 
- Samiye Hanımsultan (c. 1918 - 20 novembre 1992). Nata al Palazzo Nişantaşı; si sposò una volta, senza figli. Morì in America.

## Nella cultura popolare
- Nella serie TV storica turca del 2017 Payitaht: Abdülhamid, Şadiye Sultan è interpretata dall'attrice turca Leya Kirsan.